# 布萊茲諾頓皇家空軍基地
布萊茲諾頓皇家空軍基地[註1]是英國皇家空軍最大的基地，位於牛津郡境內，倫敦西北方65英里（105）處，鄰近的行政區有布萊茲諾頓、卡特頓及威特尼等。整個基地內共駐有5,800名軍人，相當於皇家空軍人員總數的15%，此外還有1,200名承包商和300位民間雇員。
布萊茲諾頓亦為英軍空運、空中加油與傘降行動的重要中心，並且為了配合萊納姆皇家空軍基地在2012年的關閉，而於2010年展開了設施翻新工程。當萊納姆基地在2011年終止了軍機起降後，將其所有飛行部隊遷入布萊茲諾頓，此後布萊茲諾頓空軍基地在國防改革方案的規劃下，成為英國對外派兵時唯一的出境基地。

## 歷史

### 啟用至二戰戰後

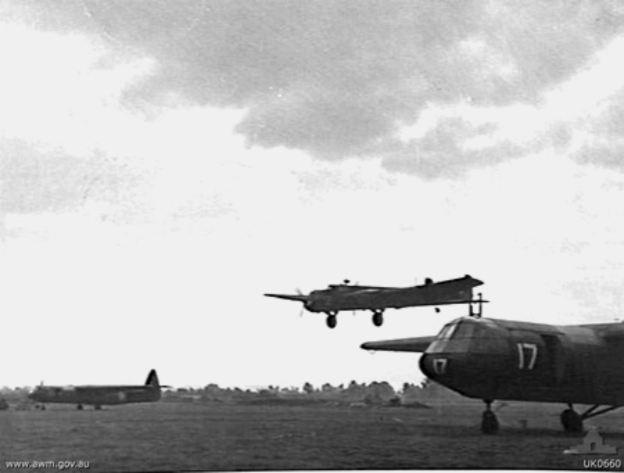
惠特利轟炸機在布萊茲諾頓皇家空軍基地降落，1943年10月

在布萊茲諾頓皇家空軍基地訓練的空降兵，1943年6月

布萊茲諾頓皇家空軍基地的建設工事於1935年展開，儘管機場用地大多位於卡特頓的行政區界內，但由於貝德福郡已有一座同名空軍基地，因此改以距離此處第二近的聚落——布萊茲諾頓命名，以免混淆。雖然布萊茲諾頓基地在1937年8月13日正式啟用，但為了等待基地內設施的完成，因此首支入駐的空軍單位——第2飛行訓練學校（No 2 Flying Training School）是直至該年9月7日才遷進來。
啟用初期的布萊茲諾頓主要作為訓練設施，而英國空軍第一支使用該基地的作戰飛行隊為第110中隊，但其僅於1939年6月至1942年5月17日間在此派駐少數單位而已，指揮部和中隊下的其他單位仍駐在瓦提夏罕皇家空軍基地:p55，在此之後，110中隊便連同其在布萊茲諾頓的支隊一起調往印度參戰了。
下一批調至布萊茲諾頓的空軍部隊是第296中隊和第297中隊，兩者與其下的阿爾伯馬爾運輸機隊伍在1944年3月進駐後，利用布萊茲諾頓基地作為空降和滑翔訓練場，並且在諾曼第登陸頭一天由此派機前往法國的奥恩河和康城運河上空執行傘降任務，亦於該年9月的市場花園行動中加入荷蘭安恆的空降作戰。在296中隊與297中隊駐紮期間，英國還從布萊茲諾頓空運人員和物資、過海支援歐洲大陸的地下反抗軍。
1944年9月29日，296中隊增配了一批哈利法克斯V型轟炸機、並改駐厄爾斯科恩皇家空軍基地。於翌日調往同個基地的297中隊，於二戰結束後的1946年9月時，與塔倫特拉什皇家空軍基地的哈利法克斯Mks A.7和A.9轟炸機一同回到布萊茲諾頓，但之後又於1947年8月21日撤出此地，派往費爾福德皇家空軍基地:p84。
從建成到二戰結束前的布萊茲諾頓空軍基地是由飛行訓練司令部（Flying Training Command）管理，但在1945年12月30日後改歸給運輸司令部（Transport Command），駐入基地的單位除了運輸司令部研發隊（Development Unit）、飛行效能學校（School of Flight Efficiency）外，英國陸軍的空運研發隊（Army Airborne Transport Development Unit）也在1946年5月跟著進駐。雖然飛行訓練司令部於1949年8月重返布萊茲諾頓，但只短短駐留到1950年6月就再度調離到他處，與此同時則開始有美軍的部隊抵達該基地。

### 美國空軍管理時期
1950年代的美國空軍為了因應冷戰局勢，而在與英國簽署了協議後，開始派遣戰略航空司令部之下的部隊入駐英國，嚇阻蘇聯等陣營國家的軍事力量。雖然在東英格蘭已有雷肯希斯、米登霍爾兩座空軍基地，但在重新評估後，認為此兩個機場對轟炸機的部署而言過於脆弱，而另行考慮了英軍戰鬥機前沿防線以西的其他航空場站。最後，布萊茲諾頓、費爾福德與格林漢公地皇家空軍基地、上黑福特皇家空軍基地一起被選為戰略航空司令部所屬單位的駐英地點。
1950年6月1日，布萊茲諾頓空軍基地轉交予英國空軍轟炸機司令部（Bomber Command）所轄，首批美國戰略航空司令部的單位則在一週後從馬厄姆皇家空軍基地駐進布萊茲諾頓。為了配合未來美軍轟炸機的起降，此基地勢必要實施大規模擴建，6,000英尺（1,829）的戰時跑道被增長為9,000英尺（2,743）、並且也增設了周邊疏散設施、軍火儲放區等。1951年4月16日，英軍正式將布萊茲諾頓空軍基地交給美軍管理，但直至1952年後，美國軍機才開始在此活動，在這之前駐於基地上的美國空軍單位，主要僅負責支援美國陸軍工兵隊修建滑行道、停機坪和人員住所。
1952年6月，21架B-36轟炸機進駐布萊茲諾頓，成為第一批派到該基地的美軍飛機。1953年9月，首波噴射轟炸機——B-47轟炸機在此降落，美軍也持續輪流調派轟炸機聯隊和加油機到布萊茲諾頓執行海外任務，一直到1958年4月為止。這流程除了在1955年10月到1956年9月間因跑道維修而一度暫停之外，其他時候均沒有中斷。1958年4月之後，美軍戰略航空司令部開始從美國調動其下單位到布萊茲諾頓，執行為期90天的反應戒備任務。美國空軍總共派了7個梯次的轟炸機聯隊赴英、從布萊茲諾頓出動B-47轟炸機進行勤務，末批機隊於1965年4月撤出，飛返美國。

### 英軍收回至1990年代

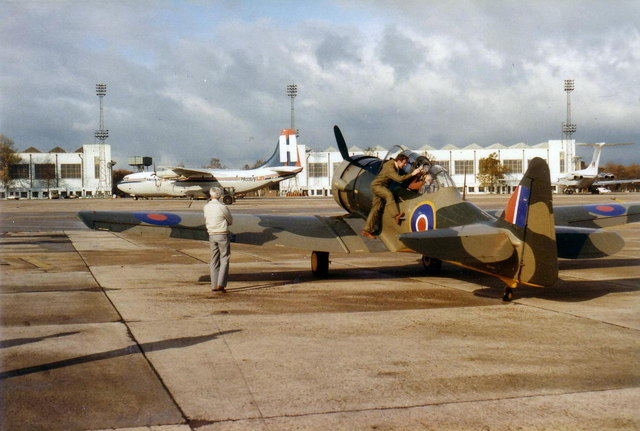
1984年、福克蘭戰爭時期的布萊茲諾頓皇家空軍基地

英國皇家空軍在1965年9月1日從美國空軍手中收回布萊茲諾頓基地，將之作為運輸司令部的航空設施。第10中隊:p27和第53中隊亦於1967年5月從費爾福德基地遷入:p42。同年8月，布萊茲諾頓空軍基地的屬性隨著運輸司令部的更名，而轉型為航空支援司令部（Air Support Command）的下屬場站，之後又加強了基地設施、擴增了人員編制，使之能夠作為英國空軍的戰略空運基地，工程當中包括了一座供派外／回國軍人住宿的「大門之家旅館」（Gateway House Hotel），以及一座耗資200萬英鎊興建的機庫，後者是當時全西歐最大的懸臂結構建築。1970年6月，第99中隊:p53、第511中隊和其下配屬的不列顛尼亞式客機從萊納姆空軍基地調來，兩者與第53中隊的貝爾法斯特C1運輸機:p42和第10中隊的VC10噴射機:p27相加之下，令布萊茲諾頓基地編制的飛機數量達到滿狀態。1972年早期時，本基地由皇家空軍打擊司令部（Strike Command）的第46聯隊所轄，1975年10月時則改為打擊司令部第38聯隊擁有。
為配合1974年的國防白皮書，布萊茲諾頓基地上的第53、第99和第511中隊被解編:p95，而第10中隊依然駐在此基地執行全球性任務，第115中隊亦於1976年從科特斯莫爾皇家空軍基地調到布萊茲諾頓，出動HS 780運輸機執行雷達校準任務，後於1982年至1983年間改駐本森皇家空軍基地:p57。與115中隊同在1976年進駐布萊茲諾頓的單位尚包括：聯合空運處（Joint Air Transport Establishment）、第38聯隊的戰術通信大隊（Tactical Communications Wing）、第1傘降訓練學校等。

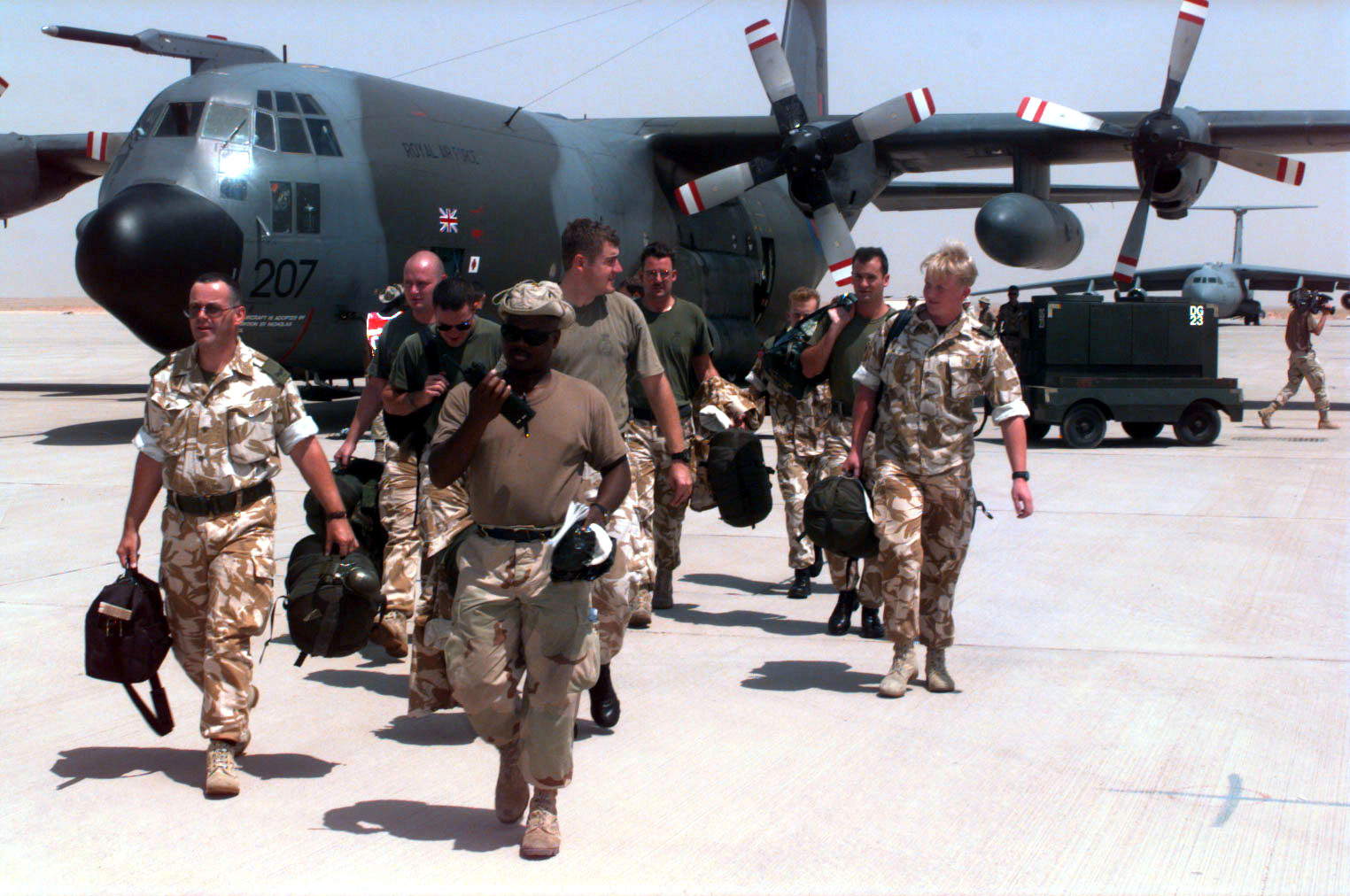
波斯灣戰爭期間，布萊茲諾頓皇家空軍基地派遣戰術通信大隊人員至沙烏地阿拉伯的蘇丹王子空軍基地，1996年8月

1982年時，布萊茲諾頓基地的官兵和戰術通信大隊的許多人員都部屬到阿森松島、以支援福克蘭戰爭。第10中隊從布萊茲諾頓大量參與了部隊運輸、物資與彈藥補給任務，還負責將英軍死傷人員從阿森松島和蒙得維的亞送回英國，戰爭末期時又替福克蘭群島的駐軍提供空中補給。同在1982年，皇家輔助空軍成立了4624運輸中隊（No. 4624 Movements Squadron）和空軍輔助地面團2624中隊，兩者均駐在布萊茲諾頓，並於牛津郡招募在地兵員。1984年5月1日，第101中隊在布萊茲諾頓空軍基地創建:p54。該年11月，由於皇家空軍發現自身的戰略運輸能力並不足以支援福克蘭戰爭以後增加的英軍駐島部隊，於是又在布萊茲諾頓成立了第216中隊。
1991年的波斯灣戰爭是布萊茲諾頓空軍基地參與的下一場軍事行動。由於大規模加油機部隊的實用性在此次戰事中獲得了體現，因此101中隊和216中隊的部分單位從布萊茲諾頓前往波斯灣、替英國空軍的新式高速噴射機、美國海軍與陸戰隊的航空兵提供空中加油服務，也執行戰區後勤支援。此外，布萊茲諾頓亦派出了大量基地人員、與戰術通信大隊一起去沙烏地阿拉伯加入多國聯軍。
1993年後的布萊茲諾頓空軍基地成為了英國空軍所有空中加油任務的行動中樞。1994年時，駐於布萊茲諾頓、防衛美國駐英空軍所在的上黑福特、費爾福德兩座鄰近基地的空軍地面團第19中隊遭到解編。90年代的布萊茲諾頓基地與美軍的互動依然密切，美國空軍加油機隊曾大量派駐於此，在支援科索沃空戰期間的部署行動時達到高峰。基地設施的使用情形相當頻繁，除了英空軍第10、101和216中隊的飛機外，美國空軍也從布萊茲諾頓派出了24架之多的KC-135空中加油機投入科索沃戰爭，同時附近的費爾福德空軍基地也常有美軍B-52轟炸機和B-1轟炸機起飛，使得當地空域在某些時段顯得非常擁擠。

### 21世紀

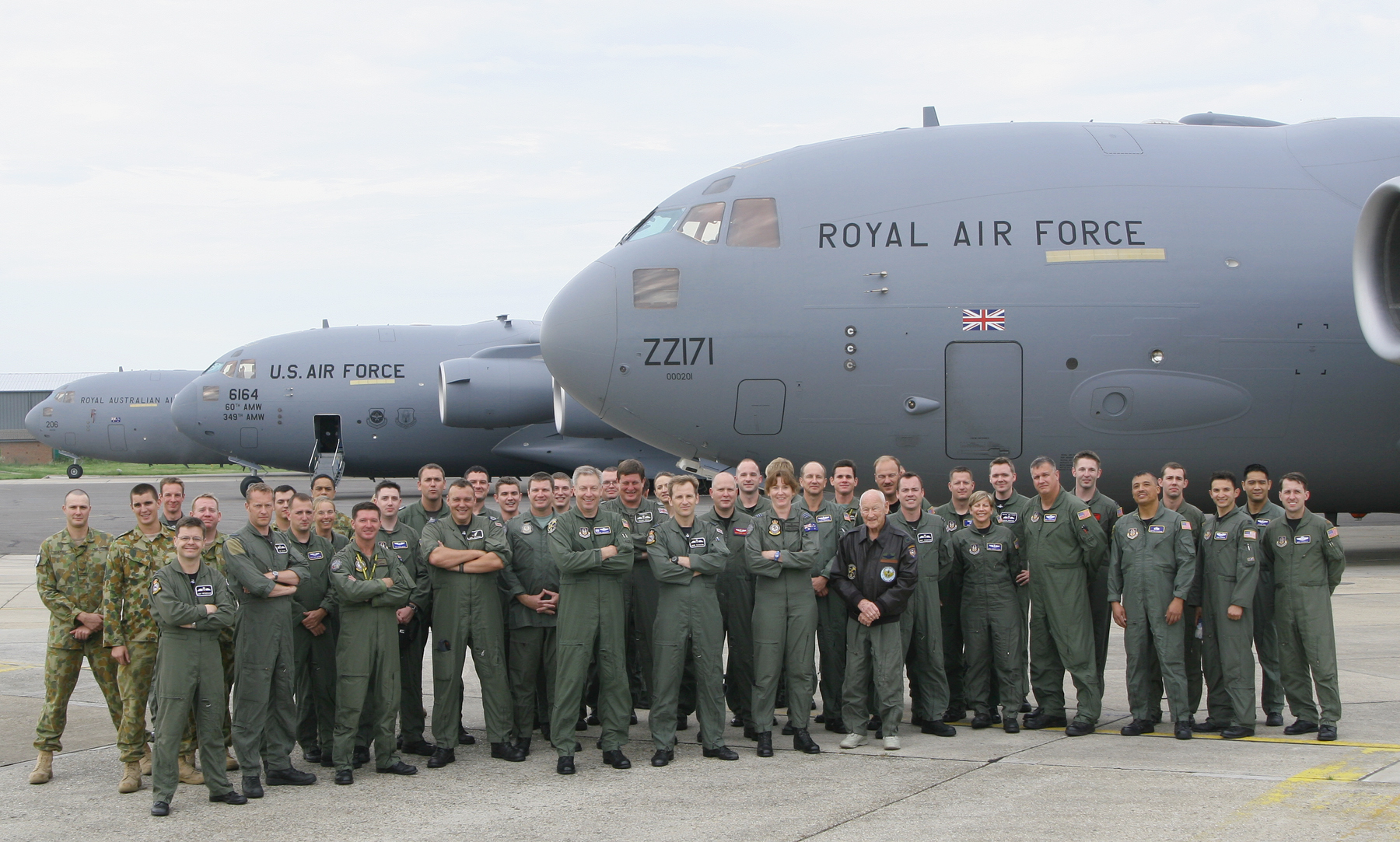
英國皇家空軍、美國空軍與澳大利亞空軍的運輸機隊並列於布萊茲諾頓基地，2007年6月

2000年4月1日，布萊茲諾頓成了第2聯隊下屬的基地，其配屬的中隊數量在2001年夏時，由於第99中隊的編成，而擴充為4支中隊，英國軍方也給該基地追加了一批波音C-17环球霸王III。911事件爆發後，布萊茲諾頓空軍基地在反恐戰爭中扮演了重要角色，出動7架飛機和500名人員赴阿富汗支援戰鬥、12架飛機和600位人員支援英軍在伊拉克的特里克行動。在此兩次作戰期間與前後，進出布萊茲諾頓空軍基地的人員數量和飛機起降架次創下了空前紀錄。

#### 「布萊茲未來計畫」

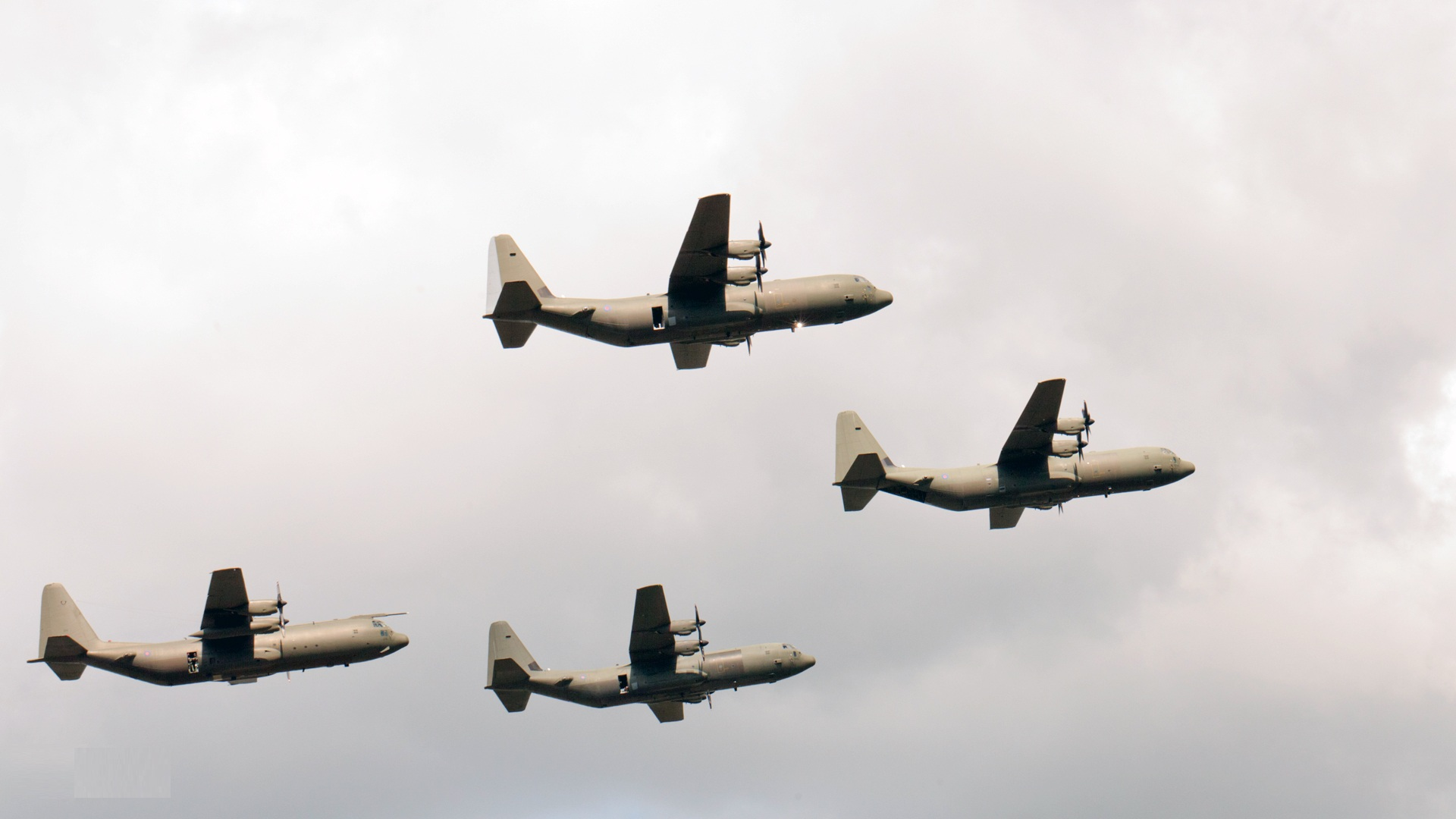
萊納姆空軍基地的最後四架運輸機飛往布萊茲諾頓空軍基地，2011年7月

當萊納姆空軍基地正在準備關閉時，布萊茲諾頓空軍基地不僅擴大配屬人員數量，英國空軍亦準備將全體定翼運輸機隊集中到此，包括所有的C-130運輸機，以及空中巴士A400M和航行者加油機（Voyager）。
為了容納更多進駐的空軍人員和軍機（從28架增加至67架），英軍在2009年展開了「布萊茲未來計畫」（Programme Future Brize），改善機場內的主要建設，包括資電設施、建築結構、官兵及雇員宿舍等。2011年3月，基地上的70棟建築已經完成整修，並且為了配合引入英軍現役機隊的航行者加油機，還在同個月內啟用了新機庫和一棟基地辦公樓。
2011年7月，萊納姆空軍基地的C-130機隊正式移駐布萊茲諾頓空軍基地。最後4架運輸機在萊納姆末任基地司令約翰·葛雷史東上校（Gp Capt John Gladstone）領隊之下，飛越威爾特郡上空，順道帶走了該運輸中隊的隊旗。到達布萊茲諾頓後，這些飛機在歡迎典禮上移交給布萊茲諾頓基地司令官，唐·斯坦普上校（Gp Capt Dom Stamp）。
萊納姆基地停用後，原先在那服役的官兵也全部於2011年9月8日遷入布萊茲諾頓。基地內除了增設一棟人員中心之外，也翻新了一座稱為「不列顛尼亞門」（Britannia Gate）的基地出口。

## 派駐單位
布萊茲諾頓空軍基地內駐有以下大隊[註2]：空中投送大隊（Airborne Delivery Wing）、機場大隊（Airfield Wing）、登機場站大隊（Airport of Embarkation Wing）、基地支援大隊（Base Support Wing）、工兵與後勤大隊（Engineering and Logistic Wing）、前線工兵大隊（Forward Engineering Wing）和作戰大隊（Operations Wing）。除此之外，寄駐單位（Lodger Units）還包含了空軍憲兵、三軍聯合空運測試評估隊和空軍第1傘降訓練學校。

### 現駐中隊

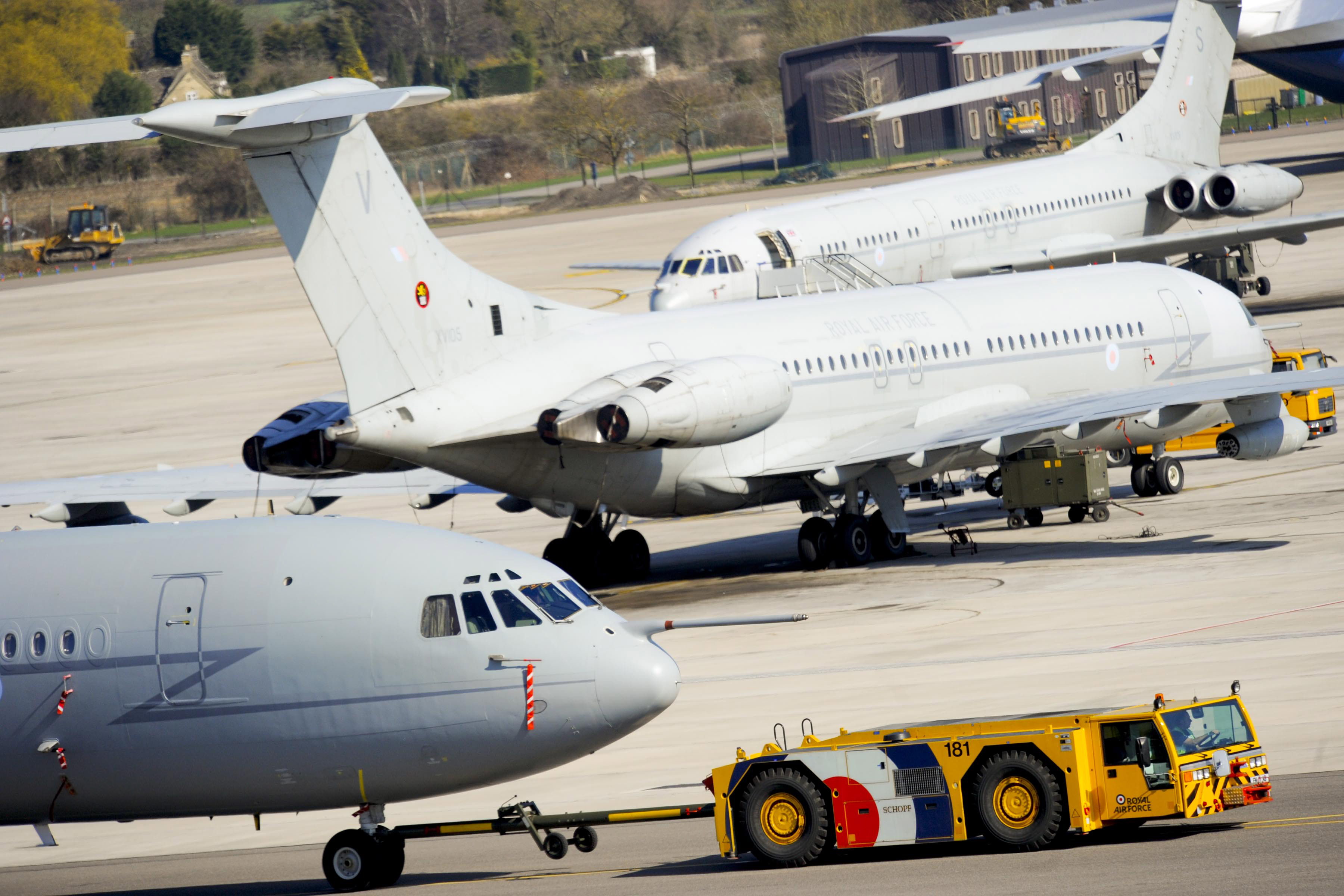
布萊茲諾頓空軍基地內隸屬於英國皇家空軍第101中隊的VC10運輸機和加油機

目前布萊茲諾頓基地駐有的飛行中隊如下：
- 第10中隊（英语：No. 10 Squadron RAF）：使用航行者K2、K3加油機
- 第24中隊（英语：No. 24 Squadron RAF）（XXIV中隊）：使用C-130J運輸機
- 第99中隊（英语：No. 99 Squadron RAF）：使用波音C-17环球霸王III
- 第101中隊（英语：No. 101 Squadron RAF）：使用航行者K2、K3加油機
- 第216中隊（英语：No. 216 Squadron RAF）：使用洛克希德L-1011噴射機

### 曾駐中隊
- 第10中隊（英语：No. 10 Squadron RAF）（1967年－2005年）：使用VC10噴射機[8]:p27
- 第53中隊（英语：No. 53 Squadron RAF）（1967年－1976年）：使用貝爾法斯特C1運輸機（英语：Short Belfast）[8]:p42
- 第99中隊（英语：No. 99 Squadron RAF）（1970年－1976年）：使用不列顛尼亞式客機（英语：Bristol Britannia）[8]:p53
- 第115中隊（英语：No. 115 Squadron RAF）（1976年－1983年）：使用AW660大商船運輸機、HS 780運輸機（英语：Hawker Siddeley Andover）[8]:p57
- 第296中隊（英语：No. 296 Squadron RAF）（1943年－1944年）：使用阿爾伯馬爾運輸機（英语：Armstrong Whitworth Albemarle）[8]:p84
- 第297中隊（英语：No. 297 Squadron RAF）（1944年）：使用阿爾伯馬爾運輸機（英语：Armstrong Whitworth Albemarle）[8]:p84
- 第511中隊（英语：No. 511 Squadron RAF）（1970年－1976年）：使用不列顛尼亞式客機（英语：Bristol Britannia）[8]:p95

## 抗議活動
如同費爾福德空軍基地和雷肯希斯空軍基地的反戰示威、法斯萊恩海軍基地的反核武示威、以及在曼威斯丘空軍基地前撻伐梯隊系統的示威，布萊茲諾頓空軍基地也數次成為反戰人士的遊行場地。2003年伊拉克戰爭期間，四位反戰示威者試圖到達布萊茲諾頓的空軍跑道上、阻止軍機起降。
2005年4月21日至25日間，抗議人士在布萊茲諾頓空軍基地搭起了和平營，同時也至附近的卡特頓舉辦遊街示威。
2006年8月12日，一批群眾在布萊茲諾頓基地大門前紮營長達數個小時，抗議英國政府的中東政策。